# Classe préparatoire mathématiques, physique et sciences de l'ingénieur
Dans le système éducatif français, la classe préparatoire mathématiques, physique et sciences de l'ingénieur ou MPSI est une des voies d'orientation en première année, communément appelée Maths sup, de la filière des classes préparatoires scientifiques.
Avant la réforme du baccalauréat de 2021, il fallait obtenir un baccalauréat scientifique pour accéder à cette voie. Après cette réforme, le choix de spécialités scientifiques (maths, physique-chimie, sciences de la vie et de la Terre, sciences de l'ingénieur...) ainsi que de l'option Mathématiques Expertes permet l'entrée dans cette filière.
Elle permet d'accéder en deuxième année, communément appelée Maths spé, aux voies MP et PSI ou bien, en fin de première année, d'intégrer certaines écoles d'ingénieurs ou l'ENAC, après la réussite du concours d'entrée des écoles concernées.

## Emploi du temps
Une semaine type se décompose comme suit :

### Premier semestre
| Matière                                     | Total | Cours | TD  | TP  | Khôlles                                 |
| ------------------------------------------- | ----- | ----- | --- | --- | --------------------------------------- |
| Mathématiques                               | 12 h  | 10 h  | 2 h | 0   | 1 h par semaine                         |
| Physique - Chimie                           | 8 h   | 5 h   | 1 h | 2 h | 1 h par quinzaine                       |
| Informatique                                | 2 h   | 1 h   | 0   | 1 h | 0                                       |
| Sciences industrielles de l'ingénieur (SII) | 2 h   | 1 h   | 1 h | 0   | 0                                       |
| Lettres-philosophie (culture générale)      | 2 h   | 2 h   | 0   | 0   | 1 h par semestre                        |
| Langue vivante 1                            | 2 h   | 2 h   | 0   | 0   | 1 h par quinzaine                       |
| Langue vivante 2 (facultatif)               | 2 h   | 2 h   | 0   | 0   | 0                                       |
| Totaux                                      | 30 h  | 23 h  | 4 h | 3 h | 8 h par mois (sans Lettres-philosophie) |

### Second semestre
| Matière                                         | Total      | Cours | TD  | TP       | Khôlles                                 |
| ----------------------------------------------- | ---------- | ----- | --- | -------- | --------------------------------------- |
| Mathématiques                                   | 12 h       | 10 h  | 2 h | 0        | 1 h par semaine                         |
| Physique - Chimie                               | 8 h        | 5 h   | 1 h | 2 h      | 1 h par quinzaine                       |
| Informatique                                    | 2 h        | 1 h   | 0   | 1 h      | 0                                       |
| Une option (Informatique, SII ou SII renforcée) | 2 ou 4 h   | 1 h   | 1 h | 0 ou 2 h | 0                                       |
| Lettres-philosophie (culture générale)          | 2 h        | 2 h   | 0   | 0        | 1 h par semestre                        |
| Langue vivante 1                                | 2 h        | 2 h   | 0   | 0        | 1 h par quinzaine                       |
| Langue vivante 2 (facultatif)                   | 2 h        | 2 h   | 0   | 0        | 0                                       |
| TIPE                                            | 2 h        | 2 h   | 0   | 0        | 0                                       |
| Totaux                                          | 32 ou 34 h | 25 h  | 4 h | 3 ou 5 h | 8 h par mois (sans Lettres-philosophie) |

L'emploi du temps de l'étudiant peut être complété par 3 ou 4 heures d'interrogation écrite (devoirs surveillés ou DS ayant lieu le samedi matin dans de nombreuses prépas) chaque semaine (certains professeurs utilisent pour les DS leurs heures de cours) et par 2 heures de khôlles à raison d'une khôlle de mathématiques par semaine, d'une khôlle de physique et de LV1 tous les 15 jours et d'une khôlle de français-philosophie par trimestre.

## Options et orientations
À la fin du premier semestre, les élèves doivent choisir leur option qui déterminera leur orientation future et les modifications d'emploi du temps au second semestre :
- sans option : l'emploi du temps reste le même qu'au premier trimestre ; ces élèves sont orientés ensuite vers la classe de MP (où ils suivront des cours de SI)
- option sciences de l'ingénieur (SI) ou sciences industrielles de l'ingénieur (SII) : l'enseignement d'informatique est inchangé et l'enseignement de SI est renforcé par 2h de TP ; cette option offre le choix en fin d'année entre la MP (option SI) et la PSI.
- option informatique : l'enseignement de SI est supprimé et l'enseignement d'informatique est renforcé de deux heures ; ces élèves sont orientés ensuite vers la classe de MP (où ils continueront l'option Informatique)

Il faut cependant noter que les lycées ne proposent pas forcément les deux options.